# カリム・ゲデ
カリム・アブドゥル＝ジャバー・ゲデ（Karim Abdul-Jabbar Guédé 、1985年1月7日 - ）は、西ドイツ・ハンブルク出身の元サッカー選手。現役時代のポジションはフォワード。

## 経歴

### クラブ
ハンブルクにて、トーゴ人の父とフランス人の母との間に生まれた。
2006年7月、FCペトルジャルカ・アカデーミアに加入。9月9日のフォルトゥナ・リーガ・ASトレンチーン戦で加入後初出場。ペトルジャルカではもっぱら守備的ミッドフィールダーとしてプレーした。2007–08シーズンはリーグとカップの2冠を達成した。
2010年1月、ŠKスロヴァン・ブラチスラヴァに移籍。2009–10シーズンにカップ戦で優勝すると、翌シーズンは2冠を達成した。

### 代表
2006年、2006 FIFAワールドカップに参加するサッカートーゴ代表のメンバーに選ばれたが、肩を負傷していたため辞退した。
2011年7月、スロバキア国籍を取得。2011年8月10日に行われたサッカーオーストリア代表との試合でスロバキア代表初キャップ。

## タイトル
FCペトルジャルカ・アカデーミア
- フォルトゥナ・リーガ: 2007–08
- スロヴェンスキー・ポハール: 2007–08

ŠKスロヴァン・ブラチスラヴァ
- フォルトゥナ・リーガ: 2010–11
- スロヴェンスキー・ポハール: 2009–10, 2010–11